# Sterphus aureopila
Sterphus aureopila är en tvåvingeart som först beskrevs av Hull 1941.  Sterphus aureopila ingår i släktet Sterphus och familjen blomflugor. Inga underarter finns listade i Catalogue of Life.